# Tüterbach
Der Tüterbach ist ein 2,8 km langes orografisch rechtes Nebengewässer des Trüggelbaches in Bielefeld in Nordrhein-Westfalen.

## Flussverlauf
Der Tüterbach entspringt am südlichen Ortsrand des Bielefelder Stadtteils Brackwede im Bereich der Anschlussstelle des Ostwestfalendammes zum Südring. Er fließt der Abflachung des Teutoburger Waldes folgend in südwestliche Richtung ab, meist parallel zur Bundesstraße 61 (Gütersloher Straße). Das Gewässer durchquert größtenteils Parklandschaft mit Ackerflächen, Grünlandbeständen und kleineren Waldstücken, größere Siedlungsbereiche werden nicht passiert. Am östlichen Ortsrand von Ummeln mündet der Tüterbach dann rechtsseitig in den Trüggelbach. Das Gewässer befindet sich somit während seines gesamten Verlaufs ausschließlich auf dem Gebiet des Brackweder Stadtbezirks.
Der Tüterbach überwindet während seiner Fließstrecke einen Höhenunterschied von 12 Metern, somit ergibt sich ein mittleres Sohlgefälle von 4,3 ‰.

## Gewässergüte
Die Gewässergüte des Tüterbaches befindet sich laut dem Gewässergütebericht aus dem Jahr 2008 weitgehend in einem mäßig belasteten Zustand (Güteklasse II), im Oberlauf gilt jedoch die Güteklasse II-III und somit eine kritische Belastung.

## Etymologie
Beim Wort „Tütern“ handelt es sich um eine im Ummelner Raum gebräuchliche Flurbezeichnung für ein undurchdringliches Gebüsch.